# 15 Sagittae
15 Sagittae, som är stjärnans Flamsteed-beteckning, är en dubbelstjärna belägen i den södra delen av stjärnbilden, Pilen. Den har en lägsta skenbar magnitud på ca 5,80 och är svagt synlig för blotta ögat där ljusföroreningar ej förekommer. Baserat på parallax enligt Gaia Data Release 2 på ca 5,9 mas, beräknas den befinna sig på ett avstånd på ca 58 ljusår (ca 18 parsek) från solen. Den rör sig bort från solen med en heliocentrisk radialhastighet av ca 5 km/s.

## Egenskaper
Primärstjärnan 15 Sagittae A är en gul till vit stjärna i huvudserien av spektralklass G0 V. Den har en massa som är ca 1,1 solmassor, en radie som är ca 1,1 solradier och utsänder ca 1,3 gånger mera energi än solen från dess fotosfär vid en effektiv temperatur på ca 5 900 K. Betraktad som en solliknande stjärna var den objekt för den första undersökningen vid Lick Observatory av radiell hastighet, som befanns variera på grund av en följeslagare.
15 Sagittae är en misstänkt variabel, som varierar mellan visuell magnitud +5,77 och 5,80 utan någon fastställd periodicitet.

### Följeslagare
År 2002 konstaterades genom direktavbildning att orsaken till rörelsevariationen var en följeslagare, 15 Sagittae B. Denna är en brun dvärg av spektralklass L4 ± 1,5 och med hög massa, bara några få Jupitermassor under gränsen för stjärnor, i en långtidsbana kring primärstjärnan. Avbildad med Keckteleskopet, var det den först observerade bruna dvärg kretsande kring en solliknande stjärna, som upptäckts genom avbildning. För närvarande är det den enda kända bruna dvärgen som både har en betydande påverkan på radiell hastighet hos primärstjärnan och som också har avbildats.
Den bruna dvärgen ansågs ursprungligen ha en cirkulär bana sett från polaxelriktningen med en halv storaxel på 14 AE. Efter tio års ytterligare observationer fann man emellertid att den bruna dvärgens bana ses nästan från kanten och är betydligt mera excentrisk än vad den verkade vara när den först upptäcktes, men närmar sig nu primärstjärnan sett från jorden.